# El reggaetón del suri
«El reggaetón del suri» es el tercer sencillo promocional del álbum Fiesta Felina, de la cantante peruana La Tigresa del Oriente, en colaboración con El Pimpo Man. Fue estrenado el 23 de junio de 2010 en YouTube, su videoclip logró el millón de visitas en el sitio web antes mencionado, antes de ser hackeado su canal. El mismo estuvo bajo la producción del canal peruano Latina Televisión.

## Información de la canción
La canción fue escrita por la intérprete a inicios de 2010, la misma había anunciado que estaría dentro de su segunda producción discográfica Fiesta Felina. El tema es una fusión entre reguetón con su género de cumbia amazónica, es la primera vez que la cantante aventura en este ritmo. El peculiar nombre viene del gusano suri, que habita primordial-mente en la selva peruana. Además cuenta con la colaboración musical del Pimpo Man.

## Videoclip
La realización del audiovisual para este tema, estuvo a cargo del canal Latina Televisión, el director del clip fue Hugo Menéndez, la producción por Alex Cordova, posproducción por Manuel Falcón y los gráficos por Fernando Pickling y Edwin Bastidas. El mismo tuvo gráficas de alta tecnología y la historia básicamente se trata de la intérprete en diferentes fiestas conocidas como polladas, características en Perú, además de varias coreografías por los que ella denomina "Tigrillos'". El videoclip fue estrenado oficialmente el 23 de junio de 2010 en YouTube, luego de una conferencia de prensa por parte de la cantante en la ciudad de Lima.
El clip tuvo la primera semana de estreno cien mil visitas en YouTube llegando el millón de reproducciones en el sitio web, además del apoyo de varias emisoras internacionales. Aparte, de las plataformas digitales como Apple Music, Spotify y Deezer.